# إدريس الميزوني
إدريس إل ميزوني (بالفرنسية: Idris El Mizouni)‏ هو لاعب كرة قدم فرنسي في مركز الوسط، ولد في 26 سبتمبر 2000 في فرنسا. لعب مع إيبسويتش تاون.

## وصلات خارجية
- إدريس الميزوني على موقع قاعدة بيانات كرة القدم.إي يو (الإنجليزية)
- إدريس الميزوني على موقع ناشيونال فوتبول تيمز (الإنجليزية)
- إدريس الميزوني على موقع Soccerbase.com (لاعب) (الإنجليزية)